# Servicio de Radio de Naciones Unidas

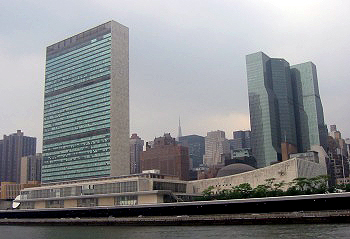
Edificio de las Naciones Unidas en Nueva York.

El servicio de noticias de radio de las Naciones Unidas informa sobre lo que ocurre en la sede y en las agencias de la ONU en todo el mundo, de una manera ágil y dinámica.
El material generado cada día desde la sede del organismo en Nueva York es gratuito y se va actualizando constantemente en su página de internet. En ella las emisoras pueden descargar archivos de audio en mp3 con noticias, reportajes, entrevistas y notas de fondo. También encontrarán coberturas especiales, conferencias de prensa, discursos y sonidos de eventos internacionales.
El servicio de noticias de radio de la ONU les brinda la última información sobre la lucha contra el SIDA, la promoción de los derechos humanos, igualdad de género, medio ambiente, economía y los temas más trascendentales que se generan en el Consejo de Seguridad o en la Asamblea General.
El lema de la radio: conectar la ONU con los pueblos del mundo...